# دائرة تبسة
دائرة تبسة  إحدى دوائر  ولاية تبسة الجزائرية .  عاصمتها هي تبسة  وتضم بلديات  : 
- تبسة